# 1998 a légi közlekedésben
Ez a lista az 1998-as év légi közlekedéssel kapcsolatos eseményeit tartalmazza.

## Események

### Július
- július 30. - Proteus Airlines 706-os ingázó járata összeütközött egy magán kézben lévő Cessnával Lorient tengerpartja felett. A balesetet az okozta, hogy egyik gép pilótája sem látta a másikat a holtterek miatt. A katasztrófában 15 ember vesztette életét. [1]

### Szeptember
- szeptember 2. – A svájci Swissair légitársaság New York-ból Genf-be tartó 111-es járatának McDonnell Douglas MD–11-es gépén a felszállást követően egy órával füstszagot éreznek, ezért a gép visszafordul. Ám a repülő már nem ér partot, mivel a tűz a pilótafülkét is eléri, s az Atlanti-óceánba csapódik Halifaxtól mintegy 50 kilométerre. A gép 14 fős személyzete és a 215 utas szörnyethal. A baleset azért is emlékezetes marad a biztosítótársaságok számára, mert a repülőgép rakterében gyémánt, készpénz és műtárgy formájában mai értékben 200 milliárd forintnyi rakományt szállít - mely szintén megsemmisül.[2]